# ジェイムス・ギャング
ジェイムス・ギャング（James Gang）は、1966年にオハイオ州クリーブランドで結成されたアメリカのロック・バンド。ジョー・ウォルシュが在籍していたことで知られる。

## 略歴
1966年の結成時から様々なラインナップを経て、1969年にウォルシュ（ギター、リード・ボーカル）、トム・クリス（ベース）、ジム・フォックス（ドラム）のパワー・トリオとしてデビュー・アルバムをレコーディングした。セカンド・アルバム（1970年）とサード・アルバム（1971年）でクリスに代わってデイル・ピーターズが加入。セカンド・アルバムの収録曲である'Funk #49'とサード・アルバムの収録曲である'Walk Away'はクラシック・ロックやAORのラジオ局で人気を維持し続けた。
1971年後半、ウォルシュはソロ活動を追求するために脱退し、やがてイーグルスに加入した。フォックスとピーターズは彼の代わりに何人ものギタリストやシンガーを迎えて4人編成として活動を続け、スタジオ・アルバムを6作発表することになるが、ヒット曲は生み出せなかった。
1972年9月に来日公演を行う。22日 東京 神田共立講堂、24日＆26日 東京 新宿厚生年金会館、25日 大阪 フェスティバルホール、27日 東京 渋谷公会堂という日程であった。メンバーは、ウォルシュに代わって加入した元・マンダラ（Mandala）～ブッシュ（Bush）のロイ・ケナー（ボーカル）とドミニク・トロイアーノ（ギター）を擁するラインナップだった。
1977年に解散。以来、幾度となく再結成した。2022年9月3日には、ウォルシュ、ピータース、フォックスで再結成して、ウェンブリー・スタジアムで開催されたテイラー・ホーキンス・トリビュート・コンサートに出演した。

## メンバー

### 最終メンバー
- ジム・フォックス (Jimmy Fox) – ドラム、パーカッション、キーボード、バック・ボーカル (1966年–1977年、1991年、1996年、1998年、2001年、2005年、2006年、2022年)
- ジョー・ウォルシュ (Joe Walsh) – ギター、キーボード、リード・ボーカル (1968年–1971年、1991年、1996年、1998年、2001年、2005年、2006年、2022年)
- デイル・ピーターズ (Dale Peters) – ベース、パーカッション、バック・ボーカル (1969年–1977年、1991年、1996年、1998年、2001年、2005年、2006年、2022年)

## ディスコグラフィ

### スタジオ・アルバム
- 『ヤー・アルバム』 - Yer' Album (1969年)
- 『ジェイムス・ギャング・ライズ・アゲイン』 - James Gang Rides Again (1970年)
- 『サーズ』 - Thirds (1971年)
- 『ストレイト・シューター』 - Straight Shooter (1972年)
- 『パッシン・スルー』 - Passin' Thru (1972年)
- 『バング』 - Bang (1973年)
- 『マイアミ』 - Miami (1974年)
- Newborn (1975年)
- Jesse Come Home (1976年)

### ライブ・アルバム
- 『ライヴ・イン・コンサート』 - James Gang Live in Concert (1971年)

### コンピレーション・アルバム
- 『ベスト・オブ・ジェームス・ギャング フィーチュアリング・ジョー・ウォルシュ』 - The Best Of ...featuring Joe Walsh (1973年)
- 『グレイテスト・ヒッツ』 - 16 Greatest Hits (1973年)
- Funk #49 (1997年)